# Скнарёв, Александр Ильич
Александр Ильич Скнарёв (22 мая 1912 — 16 октября 1944) — советский лётчик минно-торпедной авиации ВВС Северного флота в годы Великой Отечественной войны, Герой Советского Союза (5.11.1944, посмертно). Гвардии майор (12.04.1944).

## Биография
Родился 22 мая 1912 года в селе Кривоозёрное Кокчетавского уезда Акмолинской области (ныне село Саумалколь, Айыртауский район Северо-Казахстанской области Казахстана) в семье крестьянина. Русский.
Окончил неполную среднюю школу. По комсомольскому призыву поехал на Украину, работал на строительстве шахты в Донбассе.
В мае 1931 года был призван в Красную Армию Макеевским райвоенкоматом. По комсомольской путёвке направлен в Военную школу червоных старшин имени ВУЦИК в Харькове. Окончил её в ноябре 1934 года и сразу же был зачислен курсантом в авиационную школу. В 1935 году окончил Высшую школу морских лётчиков и летнабов имени И. В. Сталина в Ейске. Службу начал в декабре 1935 года в 109-й отдельной авиаэскадрилье ВВС Тихоокеанского флота в должности младшего лётчика-наблюдателя, в марте 1938 года стал старшим лётчиком-наблюдателем. С мая 1938 года проходил службу в 4-м минно-торпедном авиационном полку ВВС ТОФ: старший лётчик-наблюдатель, с мая 1939 — флагманский штурман эскадрильи, с апреля 1940 —— начальник штаба эскадрильи. С мая 1941 года был адъютантом эскадрильи 50-го дальнеразведывательного авиаполка. 
На Дальнем Востоке встретил начало Великой Отечественной войны. Член ВКП(б) с 1937 года.
В сентябре 1941 года был переведён штурманом в 122-ю отдельную транспортную авиационную эскадрилью ВВС флота, летал на тяжёлых бомбардировщиках «ТБ-З». В феврале 1942 года был арестован и 28 марта того же года осуждён Военным трибуналом ВВС Тихоокеанского флота по обвинению в хищении военного имущества и приговорён к расстрелу. По официальной версии: незаконно вскрыл продовольственный склад на одном из удалённых авиационных постов и продукты потом продал в гарнизоне. По рассказам сослуживцев, во время вынужденной посадки нашёл продукты на брошенной заимке и затем раздал в гарнизоне женщинам, а склад был разграблен в другом месте, но в этом обвинили Скнарёва. После его обращения с ходатайством о помиловании и предоставлении возможности смыть вину на фронте, Постановлением Верховного Суда СССР от 21 мая 1942 года высшая мера наказания была заменена на 10 лет лишения свободы с отправкой на фронт.
В боях Великой Отечественной войны с августа 1942 года. Был направлен на Северный флот, где разжалованного лётчика должны были зачислить в штрафную роту морской пехоты флота. Однако на флоте А. Скнарёва направили в авиацию — опытными авиаторами там дорожили. Воевать начал в звании рядового и в должности воздушного стрелка-бомбардира в 118-м отдельном разведывательном авиационном полку на летающей лодке «МБР-2». Должность обязывала Скнарёва трудиться штурманом и бомбардиром, прокладывать курс и сбрасывать бомбы на заданные цели, а при появлении вражеских истребителей браться за пулемёт. При выполнении разведывательных заданий, которые совмещались с бомбардировкой портов и кораблей противника, он показал себя умелым воином и навигатором. 26 февраля 1943 года его самолёт был атакован сразу несколькими немецкими истребителами, в этом бою он сбил «Ме-109», затем проявил мужество и находчивость при спасении экипажа горящего гидросамолёта, приводнившегося в море, позднее экипаж был обнаружен и спасён сторожевым катером. Был дважды ранен в боях. Был представлен к снятию судимости.
3 марта 1943 года Военный трибунал Северного флота пересмотрел дело разжалованного штурмана с учётом проявленного им героизма на войне и определил: «Скнарёва от отбывания наказания освободить полностью и на основании Указа Президиума Верховного Совета СССР от 26 февраля 1943 года считать не судившимся». Ему вернули воинское звание старшего лейтенанта, а вскоре повысили до капитана.
В марте 1943 года А. И. Скнарёв получил назначение на должность штурмана 1-й эскадрильи 29-го бомбардировочно-пикировочного авиационного полка ВВС Северного флота. В течение весны освоил пикирующий бомбардировщик «Пе-2». В дальнейшем летал в экипаже командира эскадрильи С. В. Лапшенкова. Согласно оперативным сводкам ВВС флота, только 16 и 20 июля 1943 года их экипаж потопил два транспорта противника. Был награждён орденом Красного Знамени.
В феврале 1944 года Скнарёва перевели на должность штурмана эскадрильи 9-го гвардейского минно-торпедного авиационного полка ВВС СФ, что не обошлось без ходатайства командира полка гвардии подполковника Б. П. Сыромятникова. За короткое время освоил американский ленд-лизовский самолет А-20G «Бостон», летал в экипажах командиров эскадрилий гвардии капитана Ивана Гусева и гвардии майора Андрея Волошина. Он участвовал в полётах на «свободную охоту», групповых атаках, летал днём и ночью. После успешно выполненных заданий с Гусевым в марте 1944 года его наградили орденом Отечественной войны 1-й степени, а летом, летая в экипаже Волошина, удостоился второго ордена — Красного Знамени. В апреле его повысили в звании, в сентябре получил назначение штурманом полка, стал членом экипажа Б. П. Сыромятникова.
К октябрю 1944 года штурман 9-го гвардейского минно-торпедного авиационного полка 5-й минно-торпедной авиационной дивизии Военно-воздушных сил Северного флота гвардии майор Александр Скнарёв совершил 133 боевых вылета (включая 33 в ночное время), провёл 18 торпедных атак, в составе экипажа как штурман участвовал в потоплении 3 транспортов и шхуны противника (потопление ещё одного транспорта было зачтено как предположительное), а в составе группы самолётов-торпедоноцев — в потоплении 8 транспортов и кораблей противника, и ещё 2 транспорта были повреждены; лично сбил 2 немецких истребителя огнём бортового вооружения. Свой последний подвиг совершил в одном из боевых вылетов в составе экипажа гвардии подполковника Б. П. Сыромятникова в ходе Петсамо-Киркенесской наступательной операции: 16 октября 1944 года на подходе к каравану вражеских судов в районе мыса Хибергнесет у побережья Норвегии (норв. eller Kibergneset) самолёт был подбит зенитной артиллерией, но несмотря на это, с боевого курса не свернул. Экипаж горящего торпедоносца в составе командира гвардии подполковника Б. П. Сыромятникова, штурмана майора А. И. Скнарёва, стрелка-радиста гвардии старшего сержанта Г. С. Асеева и воздушного стрелка гвардии сержанта И. Е. Данилова с дистанции 800 метров сбросил торпеду, потопил транспортное судно противника водоизмещением в 6-8 тысяч тонн. Объятый пламенем самолёт врезался в воду, экипаж погиб, до конца выполнив воинский долг.
Этот удар оказался завершающим при разгроме крупного немецкого конвоя (26 плавсредств) серией последовательных ударов североморской авиации. Были потоплены 2 транспорта, самоходная баржа, 7 кораблей охранения, ещё 2 корабля (миноносец и сторожевой катер) получили повреждения; над конвоем сбито 6 самолётов. Цена победы — 7 торпедоносцев и 1 штурмовик «Ил-2».
Указом Президиума Верховного Совета СССР от 5 ноября 1944 года за образцовое выполнение боевых заданий командования на фронте борьбы с немецкими захватчиками и проявленные при этом отвагу и геройство, гвардии майору Скнарёву Александру Ильичу посмертно присвоено звание Героя Советского Союза. Этим же Указом звания Героев были посмертно присвоены Б. П. Сыромятникову и Г. С. Асееву, а И. Е. Данилов был награждён орденом Отечественной войны 1-й степени.

## Награды
- Герой Советского Союза (5.11.1944, посмертно)
- Орден Ленина (5.11.1944, посмертно)
- Два ордена Красного Знамени (3.09.1943, 26.06.1944)
- Орден Отечественной войны 1-й степени (5.04.1944)
- Медаль «За боевые заслуги» (3.11.1944)

## Память
- Бюст А. И. Скнарёва в числе 53-х лётчиков-североморцев, удостоенных звания Героя Советского Союза, установлен на Аллее героев-авиаторов Северного флота, открытой 29 октября 1968 года на улице Преображенского в посёлке Сафоново ЗАТО город Североморск Мурманской области.
- Именем Героя названы улицы в селе Саумалколь и городе Макеевка Донецкой области Украины.
- Фамилия Скнарёва А. И. выбита на каменных плитах мемориала в числе 898 фамилий тех, чьих могил нет на земле, — в память лётчиков, штурманов, стрелков-радистов ВВС Краснознамённого Северного флота, погибших в море в 1941—1945 годах, открытого 17 августа 1986 года на берегу Кольского залива в посёлке Сафоново.
- Является прототипом главного героя фильма о разжалованном лётчике «Места тут тихие», ему же и посвящён этот фильм[8][9].